# 独弦琴
独弦琴（どくげんきん、中国語ではドゥシェンチン）は、中国の京族およびベトナムに伝わる楽器。
弦楽器の一つで、木材にスチール弦を張り、一方はその木材に、もう片方はプラスチック製のレバーに結び付けたもので、その名の通り、弦が1本しかない。演奏方法は、左手に撥を持ち、右手はレバーに添えて、左手で弦の1/3～1/8位のところに触れて演奏する、ハーモニクス奏法を使って音を出す。元女子十二楽坊のレイ・インも、演奏家のひとりである。ベトナムに似た楽器のダン・バウがある。